# Януш, Мирослав
Мирослав Януш (чеш. Miroslav Januš, 9 августа 1972, Поступице, Чехословакия) — чешский стрелок, выступавший в соревнованиях по стрельбе по движущейся мишени. Бронзовый призёр Олимпийских игр 1996 года.

## Карьера
Мирослав Януш является самым успешным стрелком в истории Чехии (Чехословакии). В его активе 108 медалей, завоёванных на крупнейших международных соревнованиях (Олимпийских играх, чемпионатах мира и Европы, кубках мира), без учёта юниорских чемпионатов. Символично, что свою юбилейную, 100-ю медаль, Януш завоевал на домашнем чемпионате мира в Пльзене, это произошло 22 октября 2008 года. Также он участвовал на 4-х Олимпиадах. До того момента, пока его специализация, стрельба по движущейся мишени, была исключена из программы Олимпийских игр.

## Достижения
Бронзовый призёр Олимпийских игр 1996
 10-кратный чемпион мира
 8-кратный серебряный призёр чемпионатов мира
 7-кратный бронзовый призёр чемпионатов мира
 21-кратный чемпион Европы
 12-кратный серебряный призёр чемпионатов Европы
 28-кратный бронзовый призёр чемпионатов Европы
 7-кратный победитель этапов кубка мира
 6-кратный серебряный призёр этапов кубка мира
 8-кратный бронзовый призёр этапов кубка мира
 Чемпион мира среди юниоров 1989 и 1991
 Чемпион Европы среди юниоров 1989 и 1991
 Серебряный призёр чемпионата Европы среди юниоров 1990
 Бронзовый призёр чемпионата Европы среди юниоров 1992